# Tetróxido de carbono

Tetraóxido de carbono

El tetróxido de carbono es un óxido de carbono muy inestable con la fórmula CO4. Se propuso como intermedio de reacción en el intercambio de átomos de O entre el dióxido de carbono (CO2) y el dioxígeno (O2) a altas temperaturas.